# Distretto di Jiading
Il distretto di Jiading (cinese semplificato: 嘉定区; cinese tradizionale: 嘉定區; mandarino pinyin: Jiādìng Qū) è un distretto di Shanghai. Ha una superficie di 463,55 km² e una popolazione di 561.300 al 2010.